# 上野茂
上野 茂（うえの しげる 1937年5月3日 - ）は、日本の裁判官。石川県出身。金沢大学法文学部卒業。大阪地方裁判所所長、高松高等裁判所長官などを歴任。2002年定年退官。

## 経歴
- 1960年　司法修習生
- 1962年　判事補任官

旭川地裁・旭川家裁勤務、東京地裁部総括判事等を経て
- 1985年　大阪地裁部総括判事
- 1990年　釧路地裁・釧路家裁裁所長
- 1993年　神戸家裁所長
- 1994年　大阪高裁部総括判事
- 1997年　大阪家裁所長
- 1999年　大阪地裁所長
- 2001年　高松高裁長官
- 2002年　定年退官

| スタブアイコン | サブスタブ | この項目は、まだ閲覧者の調べものの参照としては役立たない、人物に関連した書きかけの項目です。この項目を加筆・訂正などしてくださる協力者を求めています（P:人物伝/PJ:人物伝）。 |